# フデ岩

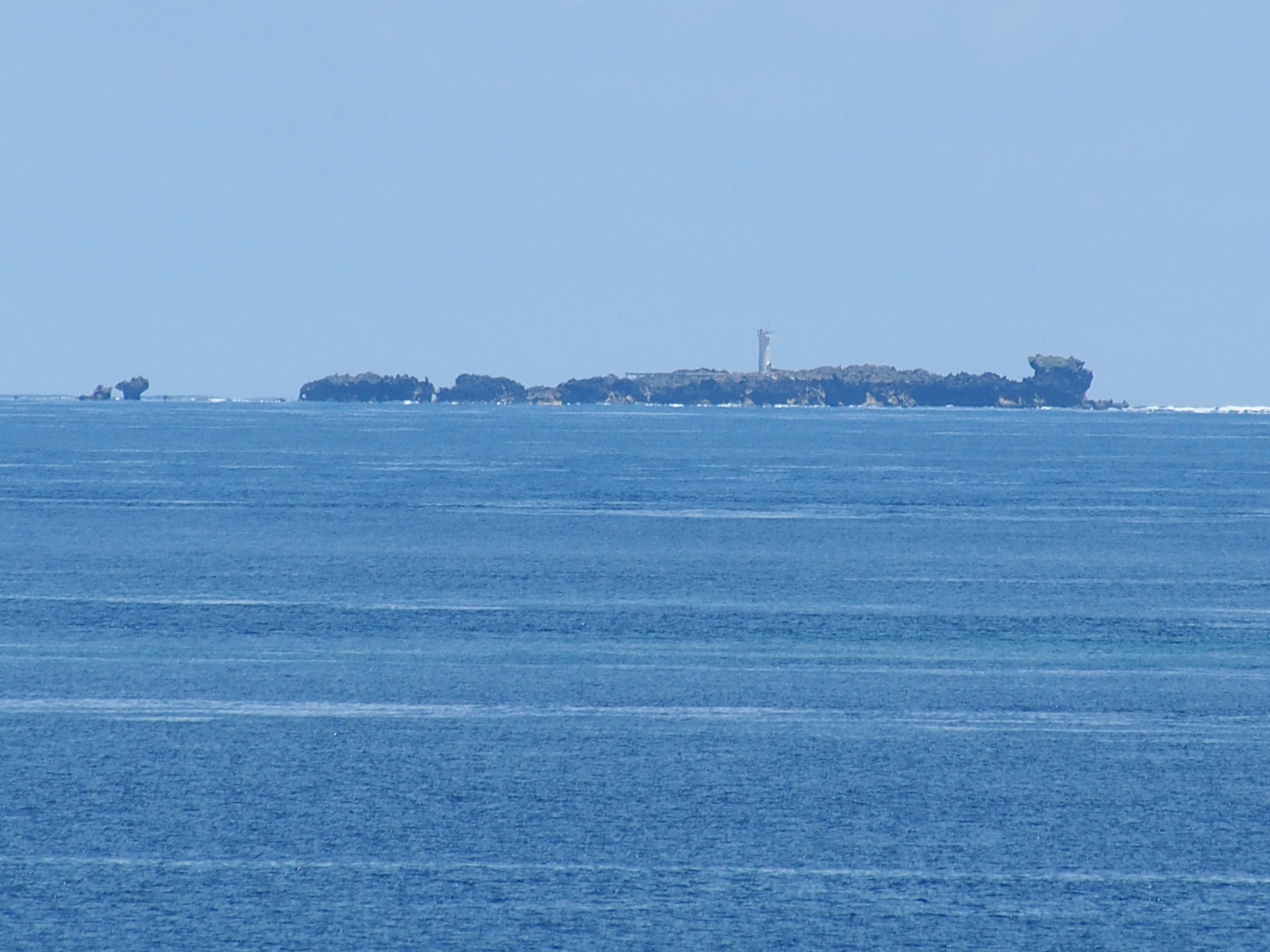
フデ岩の遠景。白い塔はフデ岩灯台。

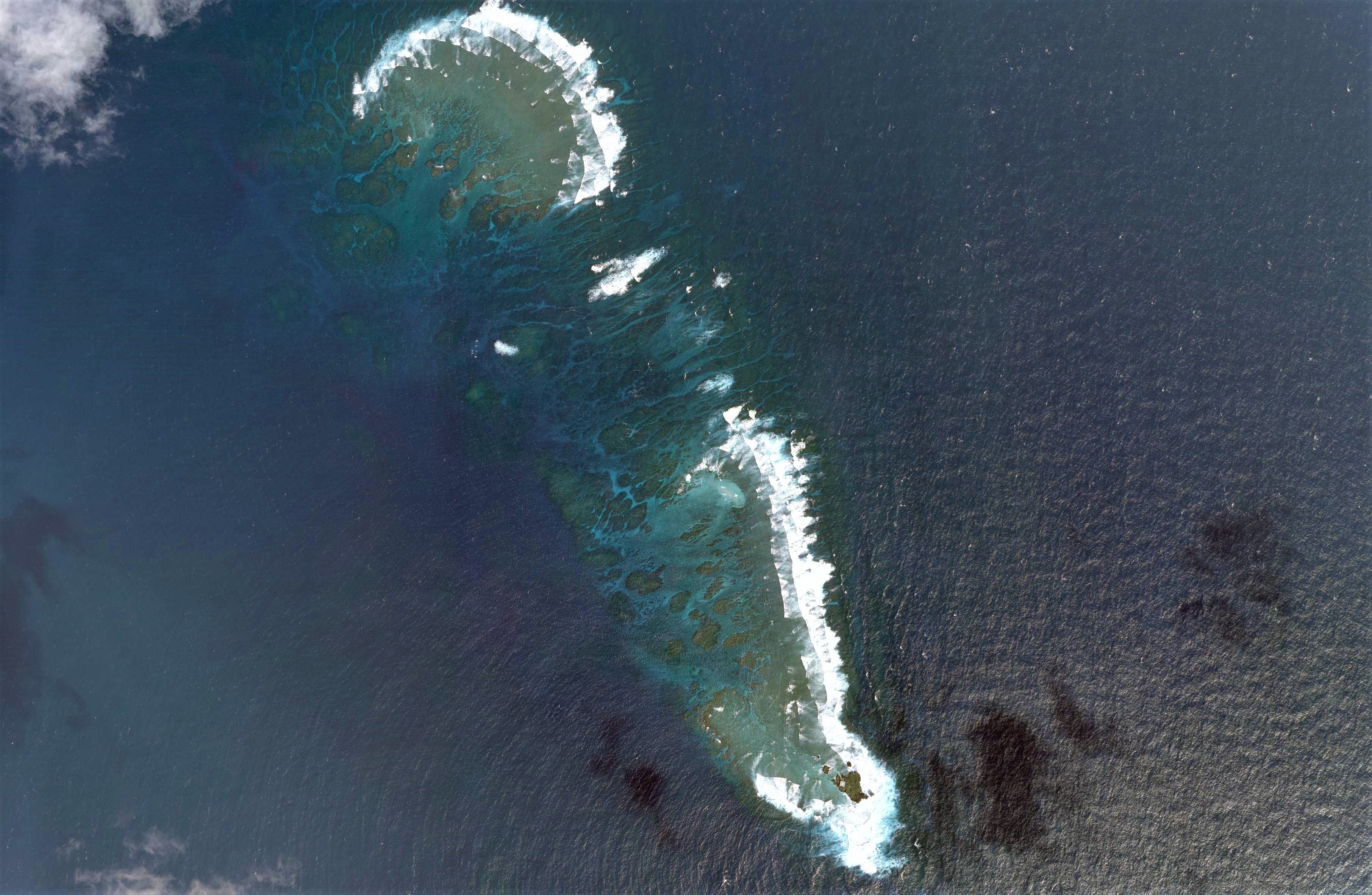
フデ岩の空中写真。リーフ南端（画像下部）に見える小さな岩礁がフデ岩。2008年撮影。
。

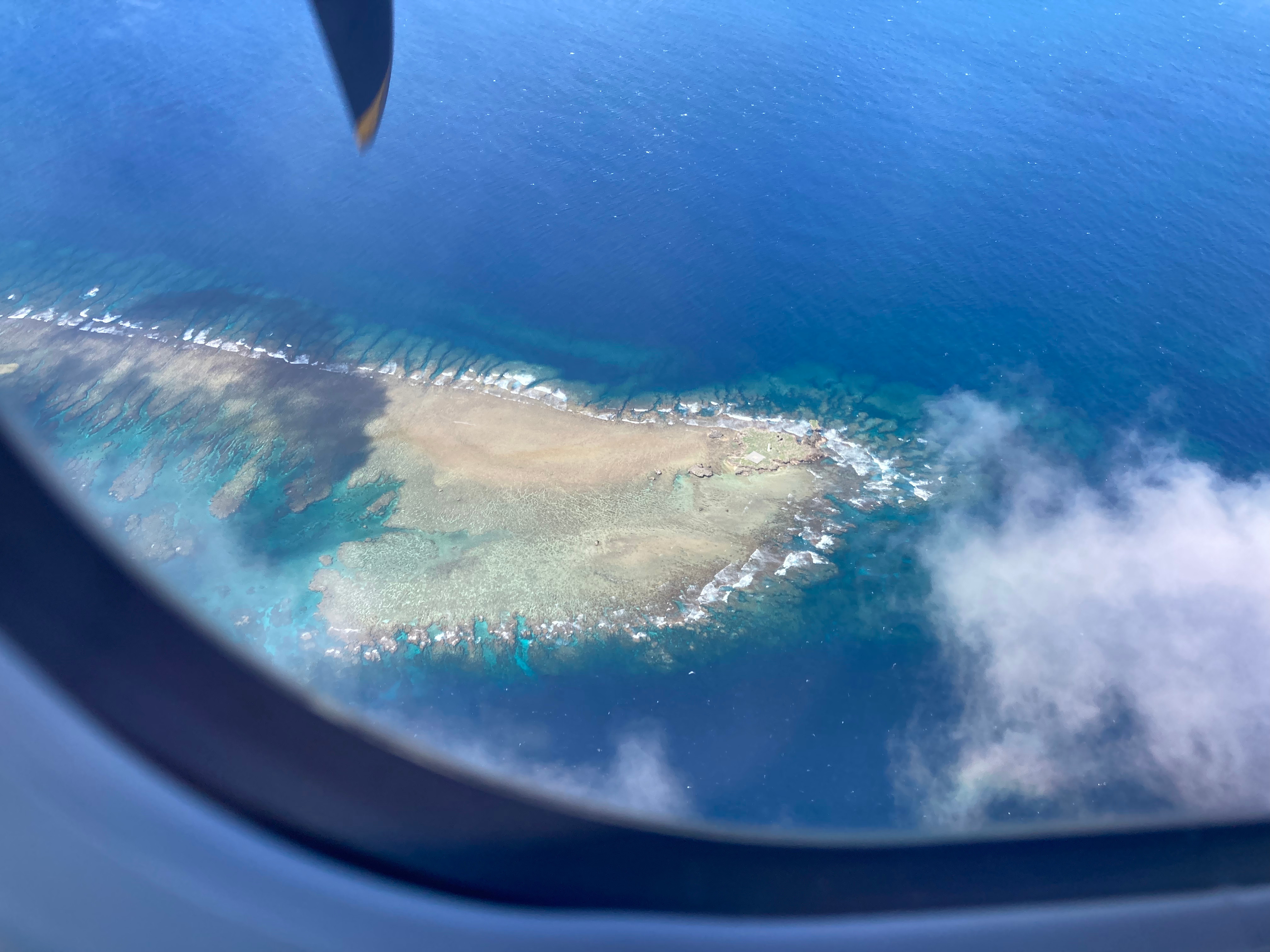
航空機から撮影したフデ岩と灯台

フデ岩（フデいわ）は、沖縄県宮古島市の大神島の北東、八重干瀬の東方に位置する無人島である。宮古列島に属する。「八重干瀬」の一部として国の名勝及び天然記念物に指定されている。

## 地理
宮古島市狩俣の北方約14km、八重干瀬南端の東方約9.5kmに位置する。琉球石灰岩からなる面積0.002km2の心臓形の小島である。周囲に小規模な岩礁群を伴い、北側には広大なサンゴ礁が形成されている。島のほぼ中央にフデ岩灯台が位置し、北西部に緊急用のヘリポートが設けられている。
従来、不動産登記が行われていなかったが、1995年（平成7年）8月に当時の平良市（現宮古島市）の行政区に編入された。これを以て、宮古列島で9番目の島として認められたと言われることもある。同年10月には市職員によって国勢調査も行われ無人島であることが確認されている。住所は沖縄県宮古島市大神フデ岩である。
2014年（平成26年）10月6日には、フデ岩とその周辺海域が国の名勝及び天然記念物「八重干瀬」に追加指定されている。
周辺はカツオなどの漁場になっている。

## 名称
「フデ岩」の他に「筆岩」とも表記され、他に「筆の帽子」、「フディ（ふでぃ）」、「フジ（ふじ）」、「フズ」、「フデ島」、「筆島」等の様々な呼称・表記がある。
古くは1646年の『正保国絵図』に「筆のおかみ」として記されている。

## 自然
モンパノキやハギカズラ等の植生が見られる。
カツオドリやアジサシ類の繁殖地となっており、沖縄県が準絶滅危惧種に指定しているマミジロアジサシの繁殖が確認されている。

## 信仰
フデ岩には姉の冨二之美雅真良（ふじのみがまら、みがほら）という女神、八重干瀬には弟の八重瀬渡賀殿（やえせとがとの、とうがどぅね）という男神がいて、姉弟神で一帯を守っていると伝えられている。